# Hrvatska Kostajnica
Hrvatska Kostajnica je mesto na Hrvaškem, ki upravno spada pod Siško-moslavško županijo. Leži ob reki Uni ob meji z Bosno in Hercegovino; na drugi strani reke je naselje Bosanska Kostajnica, zdaj samo še Kostajnica, ki je na ozemlju Republike Srbske.

## Demografija
| Pregled števila prebivalcev po letih | Pregled števila prebivalcev po letih | Pregled števila prebivalcev po letih | Pregled števila prebivalcev po letih | Pregled števila prebivalcev po letih | Pregled števila prebivalcev po letih | Pregled števila prebivalcev po letih | Pregled števila prebivalcev po letih | Pregled števila prebivalcev po letih | Pregled števila prebivalcev po letih | Pregled števila prebivalcev po letih | Pregled števila prebivalcev po letih | Pregled števila prebivalcev po letih | Pregled števila prebivalcev po letih | Pregled števila prebivalcev po letih |
| ------------------------------------ | ------------------------------------ | ------------------------------------ | ------------------------------------ | ------------------------------------ | ------------------------------------ | ------------------------------------ | ------------------------------------ | ------------------------------------ | ------------------------------------ | ------------------------------------ | ------------------------------------ | ------------------------------------ | ------------------------------------ | ------------------------------------ |
| 1857                                 | 1869                                 | 1880                                 | 1890                                 | 1900                                 | 1910                                 | 1921                                 | 1931                                 | 1948                                 | 1953                                 | 1961                                 | 1971                                 | 1981                                 | 1991                                 | 2001                                 |
| 2093                                 | 2090                                 | 2557                                 | 2093                                 | 2063                                 | 2090                                 | 1875                                 | 2039                                 | 1797                                 | 1955                                 | 2080                                 | 2431                                 | 3159                                 | 3480                                 | 1993                                 |